# Liste der Naturschutzgebiete im Landkreis Hersfeld-Rotenburg
Die Naturschutzgebiete im Landkreis Hersfeld-Rotenburg gehören zu den insgesamt rund 250 Naturschutzgebieten (NSG) im Regierungsbezirk Kassel. Zuständig ist die Obere Naturschutzbehörde beim Regierungspräsidium Kassel, wobei die eigentliche Betreuung der Naturschutzgebiete in Hessen in der Regel durch den Landesbetrieb HessenForst erfolgt.
Im Landkreis Hersfeld-Rotenburg gibt es die in der folgenden Tabelle aufgelisteten Naturschutzgebiete:
| Name                                                          | Bild | Kennung              | Einzelheiten | Position | Fläche Hektar | Datum |
| ------------------------------------------------------------- | ---- | -------------------- | --- | -------- | ------------- | ----- |
| Rhäden bei Obersuhl und Bosserode                             |      | 1632001 WDPA: 165150 | Gemeinde Wildeck (Ortsteile Bosserode, Obersuhl) OSM-Link zur Kartendarstellung: „Rhäden bei Obersuhl und Bosserode“ | ⊙        | 122,44        | 1973  |
| Rohrlache von Heringen                                        |      | 1632002 WDPA: 82435  | Stadt Heringen (Werra) (Ortsteile Heringen, Leimbach, Widdershausen) OSM-Link zur Kartendarstellung: „Rohrlache von Heringen“ | ⊙        | 76,78         | 1979  |
| Moor bei Wehrda                                               | BW   | 1632003 WDPA: 82177  | Marktgemeinde Haunetal (Ortsteil Wehrda) OSM-Link zur Kartendarstellung: „Moor bei Wehrda“ | ⊙        | 5,49          | 1980  |
| Alte Fulda bei Blankenheim                                    |      | 1632004 WDPA: 81266  | Stadt Bebra (Ortsteil Blankenheim) OSM-Link zur Kartendarstellung: „Alte Fulda bei Blankenheim“ | ⊙        | 23,64         | 1981  |
| In den Weiden bei Blankenheim                                 |      | 1632005 WDPA: 81989  | Stadt Bebra (Ortsteil Blankenheim) OSM-Link zur Kartendarstellung: „In den Weiden bei Blankenheim“ | ⊙        | 4,55          | 1983  |
| Unterm Siegel bei Bebra                                       |      | 1632006 WDPA: 82758  | Stadt Bebra (Ortsteile Asmushausen, Bebra) OSM-Link zur Kartendarstellung: „Unterm Siegel bei Bebra“ | ⊙        | 8,8           | 1983  |
| Alte Fulda bei Asbach                                         |      | 1632007 WDPA: 162087 | Stadt Bad Hersfeld (Ortsteil Asbach) OSM-Link zur Kartendarstellung: „Alte Fulda bei Asbach“ | ⊙        | 11,59         | 1984  |
| Säulingssee bei Kleinensee                                    |      | 1632008 WDPA: 165337 | Stadt Heringen (Werra) (Ortsteil Kleinensee) OSM-Link zur Kartendarstellung: „Säulingssee bei Kleinensee“ | ⊙        | 21,41         | 1984  |
| Alte Fulda bei Bad Hersfeld                                   |      | 1632009 WDPA: 162088 | Stadt Bad Hersfeld (Ortsteil Bad Hersfeld) OSM-Link zur Kartendarstellung: „Alte Fulda bei Bad Hersfeld“ | ⊙        | 10,41         | 1984  |
| Forbachsee bei Bebra                                          |      | 1632010 WDPA: 163125 | Stadt Bebra (Ortsteile Bebra, Breitenbach), Stadt Rotenburg an der Fulda (Ortsteile Lispenhausen, Rotenburg) OSM-Link zur Kartendarstellung: „Forbachsee bei Bebra“                                                                      | ⊙        | 22,32         | 1985  |
| Auf dem Ried bei Iba                                          |      | 1632011 WDPA: 162274 | Stadt Bebra (Ortsteil Iba) OSM-Link zur Kartendarstellung: „Auf dem Ried bei Iba“ | ⊙        | 4,77          | 1985  |
| Sorgwiesen bei Weißenhasel                                    |      | 1632012 WDPA: 165602 | Gemeinde Nentershausen (Ortsteil Weißenhasel) OSM-Link zur Kartendarstellung: „Sorgwiesen bei Weißenhasel“ | ⊙        | 7,09          | 1986  |
| Dreienberg bei Friedewald                                     |      | 1632013 WDPA: 162799 | Gemeinde Friedewald (Ortsteile Friedewald, Lautenhausen, Motzfeld) · Buchenwald am Dreienberg und umgebende Wiesen, südlich von Friedewald. · Fläche: 345,31 haOSM-Link zur Kartendarstellung: „Dreienberg bei Friedewald“               | ⊙        | 345,59        | 1986  |
| Bruchwiesen bei Mengshausen                                   |      | 1632014 WDPA: 162589 | Marktgemeinde Niederaula (Ortsteil Mengshausen) OSM-Link zur Kartendarstellung: „Bruchwiesen bei Mengshausen“ | ⊙        | 10,4          | 1987  |
| Jossaaue bei Breitenbach am Herzberg                          | BW   | 1632015 WDPA: 163956 | Gemeinde Breitenbach am Herzberg (Ortsteile Breitenbach, Oberjossa) OSM-Link zur Kartendarstellung: „Jossaaue bei Breitenbach am Herzberg“                                                                                               | ⊙        | 4,59          | 1989  |
| Wacholderberg und Schmiedsberg bei Dens                       |      | 1632017 WDPA: 166104 | Stadt Bebra (Ortsteil Solz), Gemeinde Nentershausen (Ortsteil Dens) OSM-Link zur Kartendarstellung: „Wacholderberg und Schmiedsberg bei Dens“                                                                                            | ⊙        | 9,91          | 1990  |
| Obersuhler Aue                                                |      | 1632018 WDPA: 164903 | Gemeinde Wildeck (Ortsteil Obersuhl) OSM-Link zur Kartendarstellung: „Obersuhler Aue“ | ⊙        | 67,99         | 1990  |
| Ulsterwiesen bei Mansbach                                     | BW   | 1632019 WDPA: 165986 | Gemeinde Hohenroda (Ortsteil Mansbach) OSM-Link zur Kartendarstellung: „Ulsterwiesen bei Mansbach“ | ⊙        | 29,22         | 1991  |
| Haselgrund bei Schwarzenhasel                                 |      | 1632020 WDPA: 163541 | Stadt Rotenburg an der Fulda (Ortsteile Lispenhausen, Schwarzenhasel) OSM-Link zur Kartendarstellung: „Haselgrund bei Schwarzenhasel“ | ⊙        | 22,97         | 1991  |
| Hirtenwiese am Eisenberg                                      | BW   | 1632021 WDPA: 163700 | Gemeinde Neuenstein (Ortsteil Salzberg) OSM-Link zur Kartendarstellung: „Hirtenwiese am Eisenberg“ | ⊙        | 9,29          | 1992  |
| Landecker Berg bei Ransbach                                   |      | 1632022 WDPA: 164332 | Gemeinde Hohenroda (Ortsteile Ausbach, Ransbach), Gemeinde Schenklengsfeld (Ortsteil Hilmes) OSM-Link zur Kartendarstellung: „Landecker Berg bei Ransbach“                                                                               | ⊙        | 103,96        | 1992  |
| Dachsberg bei Iba                                             |      | 1632023 WDPA: 162688 | Stadt Bebra (Ortsteil Iba) OSM-Link zur Kartendarstellung: „Dachsberg bei Iba“ | ⊙        | 27,1          | 1993  |
| Stöckig-Ruppershöhe                                           | BW   | 1632024 WDPA: 165750 | Gemeinde Hohenroda (Ortsteil Ransbach) OSM-Link zur Kartendarstellung: „Stöckig-Ruppershöhe“ | ⊙        | 69,57         | 1994  |
| Buchenberg, Grisselborner Wäldchen und Taftgrund bei Soisdorf | BW   | 1632025 WDPA: 162608 | Gemeinde Hohenroda (Ortsteil Mansbach), Marktgemeinde Eiterfeld (Ortsteil Soisdorf) im Landkreis Fulda OSM-Link zur Kartendarstellung: „Buchenberg, Grisselborner Wäldchen und Taftgrund bei Soisdorf“                                   | ⊙        | 82,61         | 1994  |
| Kiesgrube bei Baumbach                                        |      | 1632026 WDPA: 164074 | Gemeinde Alheim (Ortsteil Baumbach) · Kiessee mit Auwald und Abschnitt der benachbarten Fulda nördlich von Baumbach. · Fläche: 22,67 haOSM-Link zur Kartendarstellung: „Kiesgrube bei Baumbach“                                          | ⊙        | 22,67         | 1995  |
| Schwärzelsberg-Langeberg-Grasburg                             | BW   | 1632027 WDPA: 165500 | Gemeinde Hohenroda (Ortsteile Mansbach, Oberbreitzbach, Ransbach), Gemeinde Schenklengsfeld (Ortsteil Wehrshausen) OSM-Link zur Kartendarstellung: „Schwärzelsberg-Langeberg-Grasburg“                                                   | ⊙        | 245,12        | 1995  |
| Ulfewiesen bei Weiterode                                      |      | 1632028 WDPA: 165983 | Stadt Bebra (Ortsteil Weiterode) OSM-Link zur Kartendarstellung: „Ulfewiesen bei Weiterode“ | ⊙        | 32,17         | 1995  |
| Im Sand bei Rotenburg                                         |      | 1632029 WDPA: 318594 | Stadt Rotenburg an der Fulda (Ortsteil Braach, Rotenburg) · Kiessee mit Ufergehölzen und Wiesen, nördlich der Fulda am nordwestlichen Stadtrand von Rotenburg. · Fläche: 10,24 haOSM-Link zur Kartendarstellung: „Im Sand bei Rotenburg“ | ⊙        | 10,25         | 1997  |
| Legende für Naturschutzgebiet                                 |      |                      | |          |               |       |